# Fort Myers
Fort Myers je město na Floridě v USA. Žije zde přibližně 86 tisíc obyvatel. Fort Myers je největší město Jihozápadní Floridy a hlavní město okresu Lee County. S celou aglomerací nazývanou Cape Coral má přes 624 000 obyvatel. Město bylo založeno roku 1886, bylo proslaveno Thomasem Edisonem a Henry Fordem, kteří zde měli zimní sídla.